# Claude Farell
Claude Farell, nom de scène de Ludowika Paula Koller, est une actrice autrichienne née à Vienne le 7 mai 1918 et morte à Saint-Jean-le-Priche (Mâcon) le 17 mars 2008,.

## Filmographie partielle
- 1941 : Annelie de Josef von Báky
- 1942 : Je t'aimerai toujours de Karl Anton
- 1942 : Zwei in einer großen Stadt[3] de Volker von Collande (en) : Gisela Meinhold
- 1943 : Titanic de Herbert Selpin et Werner Klingler : Heidi
- 1947 : Les Trafiquants de la mer de Willy Rozier
- 1947 : Les Requins de Gibraltar de Emil-Edwin Reinert
- 1948 : La Nuit blanche de Richard Pottier : Cécilia
- 1948 : Dédée d'Anvers d'Yves Allégret
- 1949 : Drame au Vel'd'Hiv' de Maurice Cam : Clara
- 1949 : Le Secret de Mayerling de Jean Delannoy : la comtesse Larisch
- 1950 : Méfiez-vous des blondes d'André Hunebelle : Suzanne Wilson
- 1952 : Allô... je t'aime d'André Berthomieu : Odette Chennevière
- 1952 : L'Amant, cet inconnu (The Woman's Angle) de Leslie Arliss
- 1953 : Les Inutiles (ou Les Vitelloni) (I Vitelloni) de Federico Fellini : Olga
- 1955 : Le Chemin du paradis de Hans Wolff : Irene von Turoff
- 1955 : Hôtel Adlon de Josef von Báky : Dolores Silva
- 1956 : L'Espion de la dernière chance (Spion für Deutschland) de Werner Klingler : Inge Hagen
- 1960 : Monsieur Suzuki de Robert Vernay : Françoise Girène
- 1960 : Le Bois des amants de Claude Autant-Lara
- 1960 : Le Cercle vicieux  de Max Pécas : Dina
- 1968 : La Vengeance du scorpion d'or d'Alfred Vohrer : Adela